# Katedra Najświętszej Marii Panny w Sigüenzie
Katedra Najświętszej Marii Panny w Sigüenzie (hiszp. Catedral de Santa María de Sigüenza) – romańsko-gotycka katedra wybudowana w Sigüenzie w regionie Kastylii-La Manchy, siedziba diecezji Sigüenza-Guadalajara. 
Katedra w Sigüenzie jest dedykowana Najświętszej Marii Pannie, patronce miasta. Jej powstanie wiąże się z datą stycznia 1124 roku za panowania donii Urraki, córki Alfonsa VI, gdy biskup Bernardo de Agén (1080–1152) odbił miasto z rąk muzułmanów. Został mianowany biskupem w 1121 roku (przed zdobyciem miasta), przez arcybiskupa Toledo, Bernarda de Sedirac, z klasztoru św. Piotra i Pawła w Cluny. Biskup uzyskał od Alfonsa VII (1126-1157) przywileje i środki do stworzenia nowej osady łączącej dwie istniejące wsie: pierwszą skupioną wokół zamku i drugą znad rzeki Henares. Został także promotorem budowy katedry.
Prace przy budowie katedry przechodziły w późniejszych wiekach przez poszczególnych biskupów, którzy dodawali elementy architektoniczne zgodne z czasami, w których żyli. Główna nawa powstała w XV wieku w stylu gotyckim. W XVI wieku zniszczono boczne romańskie apsydy i wybudowano ambit. Wykończenie ornamentów trwało aż do XVIII wieku. Dwie wieże głównej fasady wykończone blankami nadają katedrze wygląd i charakter twierdzy.